# Bortribromid
Bortribromid ist eine chemische Verbindung bestehend aus den Elementen Bor und Brom mit der Summenformel BBr3.

## Darstellung
Bortribromid lässt sich darstellen durch Umsetzung von:
1. Bortrifluorid mit Aluminiumbromid
{\displaystyle \mathrm {BF_{3}+AlBr_{3}\ \rightleftharpoons \ BBr_{3}+AlF_{3}} }
2. Borcarbid mit elementarem Brom im Quarzrohr bei erhöhter Temperatur
{\displaystyle \mathrm {B_{4}C+6\ Br_{2}\longrightarrow 4\ BBr_{3}+C} }
3. (Amorphes) Bor mit elementarem Brom im Quarzrohr bei etwa 700 °C
{\displaystyle \mathrm {2\ B+3\ Br_{2}\longrightarrow 2\ BBr_{3}} }
4. Kaliumtetrafluoroborat mit wasserfreiem Aluminiumbromid
{\displaystyle {\ce {KBF4 + AlBr3 -> AlF3 + KF + BBr3}}}

## Eigenschaften
Bortribromid ist eine sehr giftige, an feuchter Luft rauchende Verbindung, die bei Raumtemperatur als Flüssigkeit vorliegt. Sie ist kommerziell verfügbar und eine starke Lewis-Säure.
Bei Kontakt mit Wasser erfolgt eine heftige Zersetzungsreaktion durch die Hydrolyse zu Borsäure und Bromwasserstoffsäure:
{\displaystyle \mathrm {BBr_{3}+3\ H_{2}O\ \rightleftharpoons \ B(OH)_{3}+3\ HBr} }

## Verwendung
Bortribromid kann zur Spaltung von Ethern unter milden Bedingungen, insbesondere zur schonenden Spaltung von Alkylarylethern benutzt werden. Zusätzlich wird es auch bei der Olefin-Polymerisation und bei Friedel-Crafts-Reaktionen eingesetzt. In der Elektronikindustrie dient es als Borlieferant bei der Dotierung von Halbleitern.